# Universität Nîmes

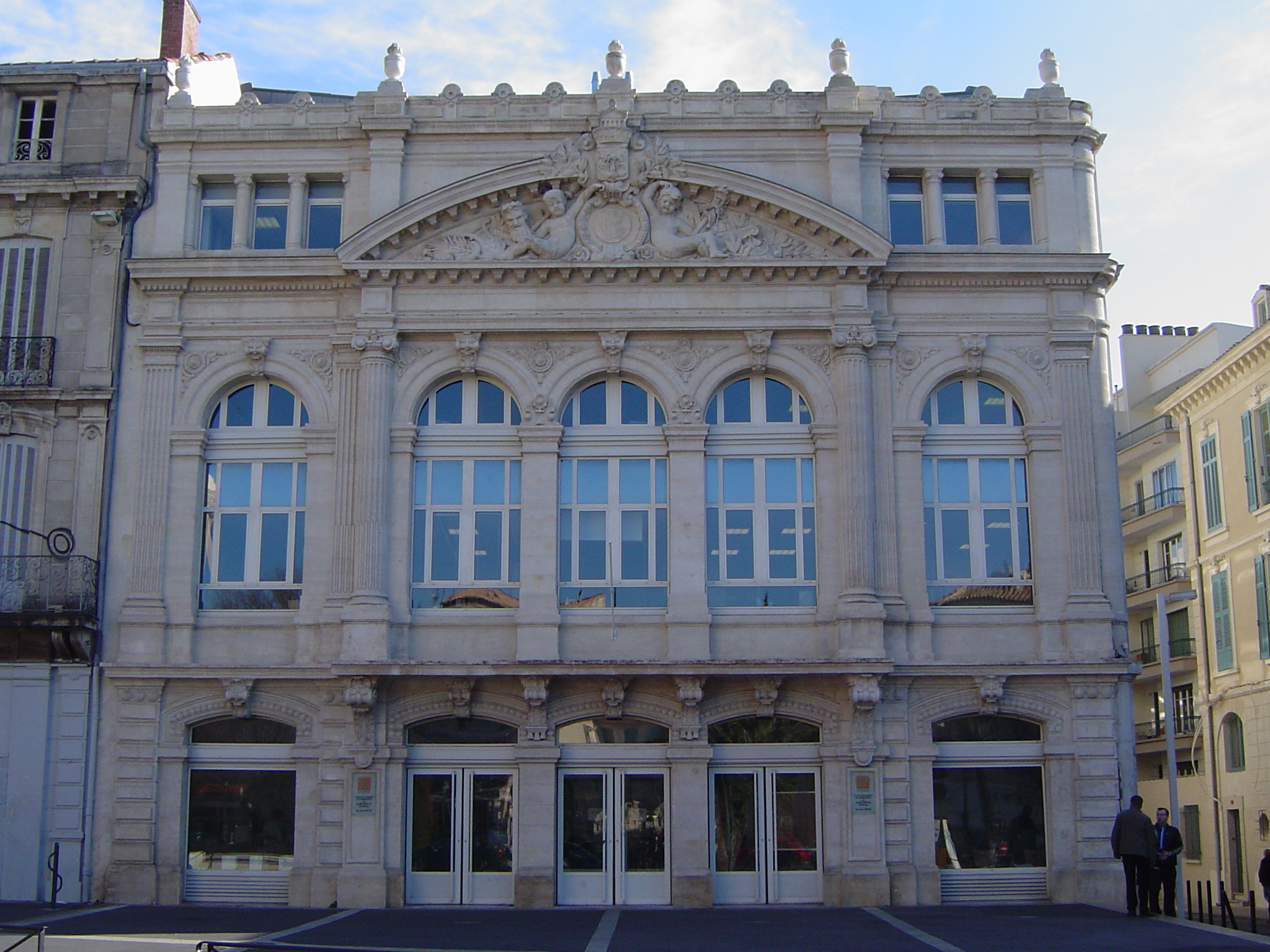
Standort Carmes am Platz Gabriel Péri in der Innenstadt von Nîmes

Universität Nîmes ist seit dem 7. Mai 2007 eine eigenständige Hochschule in der südfranzösischen Stadt Nîmes. Die Hochschule bestand jedoch schon einige Jahrzehnte zuvor unter dem Namen Centre universitaire de formation et de recherche de Nîmes, sie war als Außenstelle der Universität Montpellier zugeordnet.
Zum Wintersemester 2008 studierten an der Universität Nîmes rund 4.500 Studenten. Trotz ihrer geringen Größe bietet die Universität ein breites Fächerspektrum aus Rechtswissenschaft, Wirtschaftswissenschaft, Kunst, Psychologie, Sprachen, Geschichtswissenschaft, Literatur- und Naturwissenschaften.